# エジプト第8王朝
エジプト第8王朝（エジプトだい8おうちょう、紀元前22世紀頃？）はエジプト古王国、もしくはエジプト第1中間期時代の古代エジプト王朝。その具体像は明らかになっていない。

## 歴史
エジプト第8王朝は古王国時代のメンフィス政権の継続であるが、統治についてわかっていることはほとんど無い。しかし、多くの王がペピ2世のホルス名であるネフェルカラーを名乗っていることから、第6王朝から受け継いだ王権の正当性を主張し、これを保持しようとしていたことが覗える。
王朝後期に在位した4人の王については僅かながら情報があり、上エジプトのコプトス侯シェマイによる勅令が刻まれた石碑で言及されている。
彼らの内、カカラーについては彼の作ったピラミッドが発見されていることによってその存在が実証されている。彼がピラミッドを構築したことは、第8王朝が古王国時代以来の伝統を固守しようとしたことを端的に示すと言える。
シェマイという人物はカカラーの次の王ネフェルカウラーの治世中に上エジプトの長官を務めており、次のネフェルカウホル王の代には王の娘ネビエトと結婚して宰相の地位に就いたという。彼の代に出されたコプトスの勅令の内、八つはネフェルカウホルの治世中に公布されたことが石碑の記述から判明している。
上エジプト長官の地位は古王国時代から上エジプト諸州を統括する者として設けられており、第8王朝が第6王朝と同じように上エジプトの有力諸侯と姻戚関係を結ぶ政策を採っていた事が分かる。
しかし、メンフィスを拠点として続いてきたエジプトの統一政権の統制力は弱まり、各地で自立した州侯は相互に争った。やがて紀元前2160年頃に上エジプトのヘラクレオポリス侯ケティ1世が王を称して現在第9王朝と呼ばれる政権を建て、やや遅れてやはり上エジプトのテーベでアンテフ1世が現在第11王朝を成立させた。こうしてエジプト史は新しい局面を迎えていくことになる。

## 主な情報源

### マネトーによる記述
第8王朝に関するマネトーの記述は後代の三人の歴史家によって引用されているが、その内容には矛盾が見られる。セクトゥス・ユリウス・アフリカヌスは、第8王朝は27人の王によって146年間統治されたと記述している。しかし、エウセビウスは、5人の王が100年間支配したと記録している。

### 王名表の記述
ラムセス2世の時代に作られたアビドスの王名表には、第42欄から56欄にかけて、第6王朝以降に即位した17人の王たちの名前が記録されている。もう一つのトリノ王名表は損傷が激しく、カカラー・イビィ以外の名前は判別できないものの、彼の後に統治した王たちの在位期間が確認できる。トリノ王名表はアビドス王名表に記述された最初の9人を除外しており、この二つの史料の違いを参照したマネトーが第7王朝と第8王朝を二つに分けた可能性も考えられる。

### コプトスの勅令
第6王朝のペピ1世の治世から第8王朝にかけてコプトスで公布された勅令を記した石碑。全部で18の石碑の断片から成り、そのうち12個が第8王朝の時代に公布された。同王朝の歴史を知る数少ない史料で、勅令の中身が王権が衰退していく様子を反映している。

## 歴代王
以下はアビドスの王名表に記載された、第8王朝の王たちの一覧である。在位期間はトリノ王名表に記録されたものだが、ネフェルカラー・ネビイからネフェルカミン・アヌウまでの10人の王たちは省略されている。
考古学的資料によって存在の可能性が高いと見られている王、または存在が確定している王は王朝末期の4人の王のみである。
| 在位              | 即位名            | 誕生名             | 備考 |
| ----------------- | ----------------- | ------------------ | --- |
|                   |                   | メンカラー         | |
|                   | ネフェルカラー2世 |                    | |
|                   | ネフェルカラー3世 | ネビイ             | |
|                   | ジェドカラー      | シェマイ           | |
|                   | ネフェルカラー4世 | ケンドゥイ         | |
|                   |                   | メルエンホル       | |
|                   |                   | ネフェルカミン     | |
|                   |                   | ニカラ―1世         | |
|                   | ネフェルカラー5世 | テレルウ           | |
|                   | ネフェルカホル    |                    | |
|                   | ネフェルカラー6世 | ペピセネブ         | |
|                   | ネフェルカミン    | アヌウ             | |
| 前2169 - 2167年頃 | カカラー          | イビィ             | サッカラ南方に小さなピラミッドを建造した。 内部のピラミッド・テキストは現在までの所、最後のピラミッド・テキストである。 |
| 前2167 - 2163年頃 |                   | ネフェルカウラ―    | |
| 前2163 - 2161年頃 | ネフェルカウホル  | クウィハピ         | |
| 前2161 - 2160年頃 | デメジイブタウィ? | ネフェルイルカラー | 同時代の史料に登場するウアジカラーと同一人物と考えられている。                                                          |